# Afzet (economie)
Afzet is de hoeveelheid verkochte producten in een bepaalde periode.
De hoeveelheid kan worden uitgedrukt in aantallen stuks, kilogrammen, liters en elke andere maatstaf die hoeveelheden aangeeft. Het gaat bij afzet in de regel alleen om tastbare goederen. Dienstverleners als musea, artsen en kappers spreken eerder over aantallen bezoekers, consulten en klanten dan over afzet.
De periode waarover afzet wordt gerapporteerd is afhankelijk van de wensen van het management, bijvoorbeeld per dag, week, maand, kwartaal of jaar. Wel is het belangrijk dat de hoeveelheden over periodes heen met elkaar vergelijkbaar zijn, dus dat steeds dezelfde maatstaf en periode worden gehanteerd. Zo kan het management de afzet in opeenvolgende periodes met elkaar vergelijken en ontwikkelingen in de afzet volgen. 

## Verwante begrippen
Er zijn enkele begrippen waarmee afzet is verwant, en waarmee het soms ook wordt verward:
- Omzet is een breder begrip dan afzet: bij omzet gaat het om prijs x afzet, dus om de opbrengst van de afzet. Omzet is een bedrag uitgedrukt in geld, afzet is een aantal.
- Verkoop is een nog breder begrip dan afzet. Hierbij gaat het om het totaal-plaatje, het hele proces van verkopen.
- Een afzetkanaal is de weg waarlangs een product wordt aangeboden, bijvoorbeeld via een (bepaalde) winkel(keten), op de weekmarkt en/of via webwinkel(s).
- Een afzetmarkt is een markt waar een bedrijf of bedrijfstak goederen en/of diensten kan verkopen, waar klanten en bedrijven elkaar voor een bepaald product of bepaalde productgroep kunnen ontmoeten (fysiek of via een medium/communicatiemiddel). Ook wel: afzetgebied. Bijvoorbeeld: de lokale afzetmarkt, de Europese afzetmarkt, op zoek naar nieuwe afzetmarkten, de afzetmarkt voor designer-kleding groeit.

## Plaats in de economie

Voorbeeld van een Vraag- en aanbodcurve

Hoewel niet altijd expliciet, komt afzet in verschillende onderdelen van de economie voor:
- In micro-economische vraag- en aanbodcurves staat de Q/q voor hoeveelheid verkochte producten en dus voor afzet.
- In de bedrijfseconomie:
  - In managementrapporten staan onder het kopje 'verkopen' niet alleen omzetcijfers uit opeenvolgende perioden, maar ook afzetcijfers, bij voorkeur per product of productgroep. Het management kan zo de ontwikkelingen in de afzet volgen.
  - Voorraadbeheer hangt nauw samen met afzet: hoe meer afzet, hoe meer er geproduceerd en/of ingekocht moet worden. Bij voorraadbeheer moet men dus bij voorkeur ontwikkelingen in de afzet vóór zijn (bijvoorbeeld op tijd weten van verkoopacties) of er moeten ruime voorraden worden aangehouden.
  - Een marktaandeel kan worden uitgedrukt in omzet, maar ook in aantallen en dus afzet. Zo zal een aanbieder in het hogere prijssegement een kleiner marktaandeel hebben in termen van afzet (verkoopt relatief weinig stuks), maar een hoger in termen van omzet (de hogere prijs per stuk zorgt voor een relatief hoge omzet).
  - Marketingdoelen op het gebied van afzet kunnen zijn:
    - een groter marktaandeel qua afzet veroveren op de concurrentie (en omzetverlies voor lief nemen).
    - een bepaalde afzet of een bepaald groeipercentage in de afzet bereiken (autonoom, ongeacht de concurrentie).